# Loïc Le Pape
 (février 2025).
Motif : WP:CAA - Où sont les sources centrées sur la durée ? Dans la presse nationale ou internationale ?
- Archive Wikiwix
- Bing
- Cairn
- DuckDuckGo
- E. Universalis
- Gallica
- Google
- G. Books
- G. News
- G. Scholar
- Persée
- Qwant
- (zh) Baidu
- (ru) Yandex
- (wd) trouver des œuvres sur Wikidata

| 1. | Préciser le motif de la pose du bandeau. | Précisez le motif de la pose du bandeau en utilisant la syntaxe suivante : {{admissibilité à vérifier\|date=mai 2025\|motif=remplacez ce texte par le motif}}                     |
| 2. | Informer les utilisateurs concernés.     | Pensez à avertir le créateur de l'article, par exemple, en insérant le code ci-dessous sur sa page de discussion : {{subst:avertissement admissibilité à vérifier\|Loïc Le Pape}} |

Pour les articles homonymes, voir Le Pape.
Loïc Le Pape est un facteur de guitares en acier français établi au Puy en Auvergne actif depuis 2007.

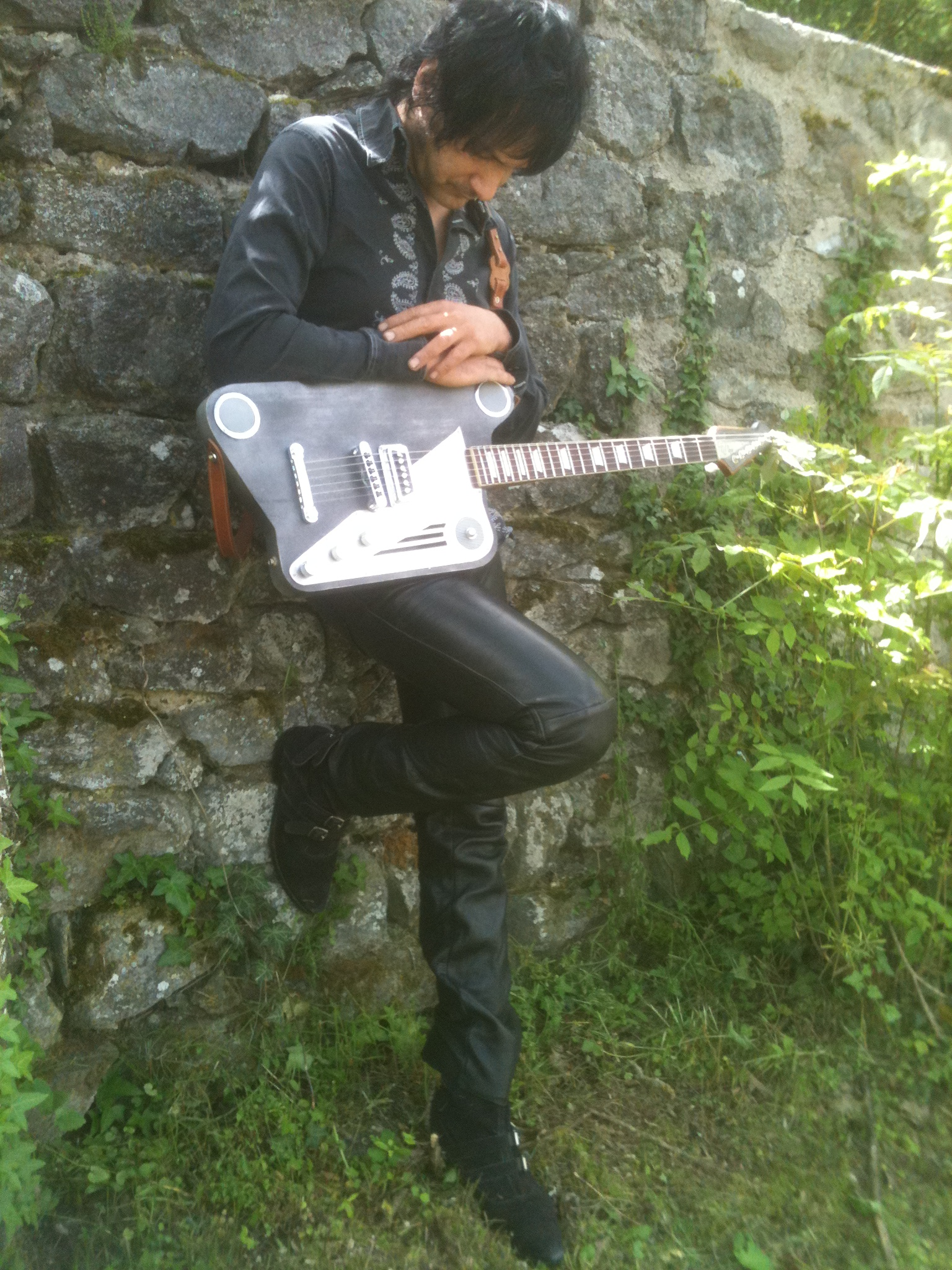
Loïc Le Pape et une guitare prototype en 2012

## Biographie
Successivement peintre aérographiste, mécanicien généraliste puis spécialisé dans la moto, électricien et électronicien en enseignes, un accident le contraint à changer une fois de plus de direction: il construit d'abord des guitares en bois, étant par ailleurs guitariste dans le groupe Brigitte Borderline, puis commence à réaliser le corps en acier. Il se rapproche alors de luthiers compétents qui lui enseignent les techniques essentielles. 

## Particularités des instruments
Le choix du métal, que l'on retrouve déjà chez James Trussart mais aussi, par le passé, chez Jacobacci en France, Wandré en Italie, Veleno (en), Kramer (en) et Travis Bean aux USA, provient bien sûr de son expérience en mécanique, et l'acier du corps est exclusivement utilisé car il préfère sa sonorité à celle d'autres métaux comme l'aluminium. Les manches restent en bois : c'est l'association des deux matériaux qui donne le timbre général de ses guitares. Le métal est protégé par un traitement spécial et le vernis est souvent travaillé de manière à simuler un vieillissement (un relicage) afin de donner un aspect brut.

## Utilisateurs notables
Depuis 2009, ses instruments en acier sont de plus en plus appréciés y compris à l'étranger et ses utilisateurs comptent entre autres Norbert Krief, Steve Hunter, Johnny Depp, Yan Pechin, Didier Wampas, Frank Darcel, John Shanks, Tommy Henriksen, Laura Cox, Denis Bortek de Jad Wio, Yves Giraud et Laurent Honel des Fatals Picards.